# Джеррі Дойл
Джеррі Дойл (Jerry Doyle); 16 липня 1956, Бруклін, Нью-Йорк, — 27 липня 2016, Лас-Вегас, Невада) — американський актор, ведучий розмовного радіо, був право-лібертаріанським політичним коментатором, телевізійним актором і засновником контент-платформи «The Epic Times». Його синдиковане «ток-шоу Джеррі Дойла» транслювалося на «Talk Radio Network». Як актор Дойл відомий виконанням ролі Майкла Гарібальді в серіалі «Вавилон-5» (1994—1998).

## Життєпис
Народився в сім'ї офіцера поліції. Закінчив університет аеронавтики «Ембрі Ріддл» в місті Дейтон (штату Флорида з присудженням ступеня бакалавра.
На першій посаді в фірмі «Фолкон Джет» (Нью-Джерсі) займався продажем й маркетингом літаків, потім почав здійснювати банківські операції на Волл-стріт. Коли Дойл там працював, йому запропонували роль в серіалі Детективне агентство «Місячне сяйво». Він вилетів до Лос-Анджелеса, де відбувалося знімання, та зіграв епізодичну роль.
1990 року він вирішив, що слід змінити професію та спробувати щастя як актору. Першою роботою по приїзді до Лос-Анджелеса стала роль у мильній опері «Зухвалі і красиві»; за цим знявся у серіалах «Домашній фронт» (1992), «Обґрунтовані сумніви» (Reasonable Doubts), «Відступник», «Вавилон-5», рекламні ролики фірми «Макдоналдс» . На телебаченні озвучив головну роль в мультсеріалі «Капітан Сіміан і космічні мавпи»; також був радіоведучим.
1992 року познайомився зі своєю майбутньою дружиною — Андреа Томпсон виконувала роль телепатки Талії Вінтерс в серіалі «Вавилон-5»). У шлюбі народився син Ел, розійшлися в 1997 році.
2000 року вирішив зайнятися політикою та брав участь у виборах в Палату Представників як кандидат від 24-го виборчого округу Каліфорнії (Лос-Анджелес і округу Вентура) від Республіканської партії. Вибори він програв чинному члену Палати від партії демократів Бреду Шерманові; згодом розірвав відносини з партією і оголосив себе незалежним безпартійним політичним діячем. У грудні 2011 року Дойл підтримав Рона Пола як кандидата на посаду президента Сполучених Штатів.
27 липня 2016 року Дойл був знайдений непритомним у своєму будинку в Лас-Вегасі і незабаром помер. Офіс коронера пізніше заявив, що Дойл помер від природних причин, ускладнення з боку хронічного алкоголізму є фактором, що цьому сприяв.